# Templo

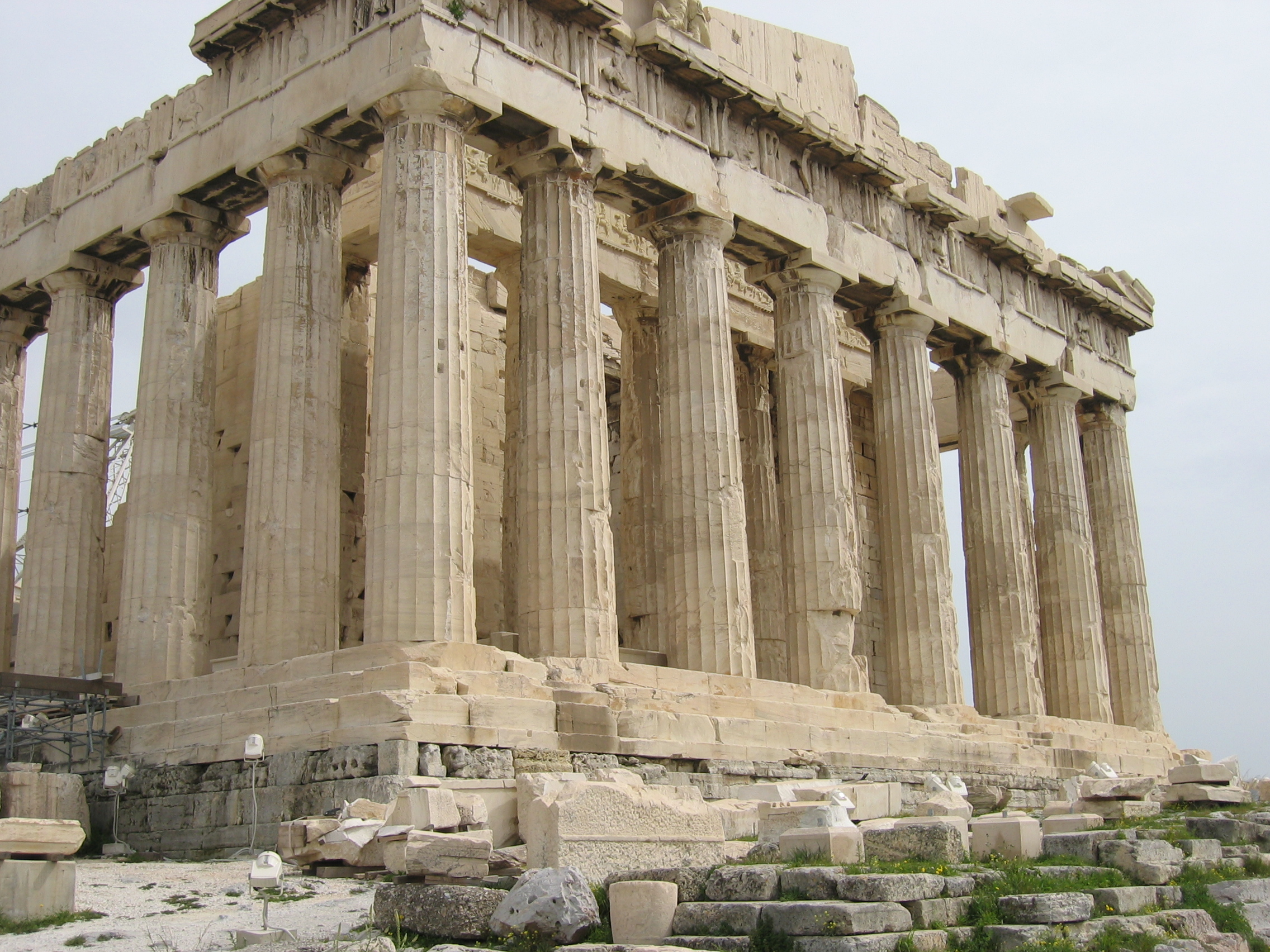
Fachada del Partenón, en la Acrópolis de Atenas.

El término templo (del latín templum) designa un edificio sagrado. En su origen, designaba la zona del cielo que el augur utilizaba para contemplar qué aves la atravesaban y en qué sentido, estableciendo así los augurios. Muchas religiones, si no todas, poseen edificaciones que se consideran sagradas y que son utilizadas como lugares de culto por sus partidarios y seguidores.

## El templo sumerio-acadio
Debemos distinguir entre "templos altos" y "templos bajos". En los santuarios más antiguos, los primeros eran construidos a modo de una terraza artificialmente elevada, sobre la que se levantan los templos de ladrillo. Más tarde adquieren la forma de torres y se les llamará zigurat. Los primeros que ordenan construirlos son los reyes de la III dinastía de Ur, Urnammu y Shulgi. Se llega a la cima mediante escalinatas y rampas. El templo parece haber sido considerado como una puerta que quizás conduciría al cielo.
La terraza junto al templo alto era llamada gi-gun-na en sumerio o gegunnum en acadio. El templo de la cima, habitualmente consagrado al dios de la ciudad, se edificaba tan alto para preservarlo de la amenaza del robo y profanación por los enemigos.
El rasgo distintivo del templo sumerio es la naos en ángulo, de forma que al penetrar en ella no se podía ver la imagen del dios hasta haber dado un giro. Al lado del templo había un patio bastante grande. En el periodo acadio el templo se volverá más austero.

## El templo egipcio

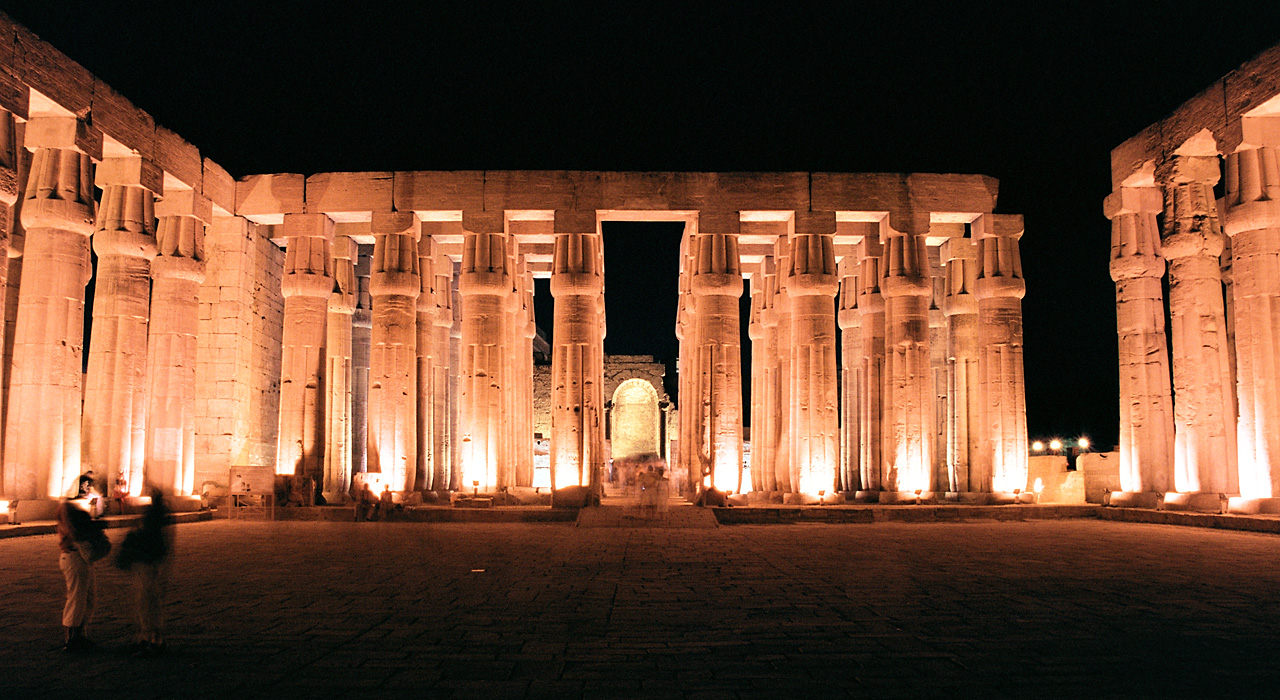
Patio del templo de Luxor (Egipto).

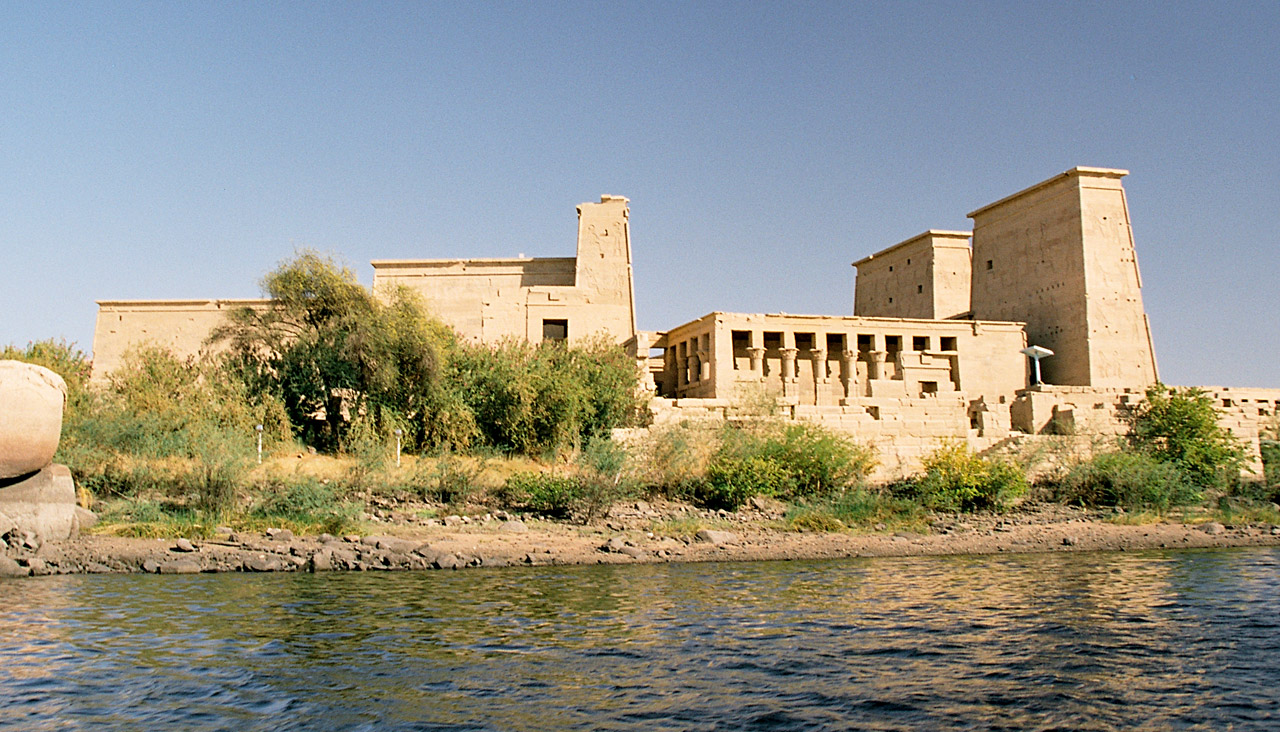
Templo de Isis, en File.

Los primeros templos monumentales construidos en piedra fueron los de la civilización del Antiguo Egipto, durante el Imperio Antiguo (2700-2200 a. C.), destacando por su magnificencia el conjunto de templos del Imperio Nuevo en Luxor y Karnak.
En la religión egipcia el templo es la imagen terrestre de la morada celestial, y las estatuas que representaban a los dioses eran consideradas depositarias del Ka del dios, y su situación dentro del templo, la naos. Estos templos, más que lugares de culto, eran considerados moradas del espíritu de la divinidad y por este motivo, solo el faraón y los sacerdotes podían entrar en las zonas «privadas» del recinto sagrado, permaneciendo la nobleza en los patios aledaños y el pueblo ante los pilonos.
Los templos conmemorativos se erigían en la ribera oriental del Nilo. Los templos funerarios en la occidental, vinculados a los complejos de las pirámides o a las necrópolis reales.
La religión egipcia tenía un carácter mistérico de gran complejidad, y los rituales necesitaban de sacerdotes jerarquizados. El clero tuvo gran poder e influencia en diversos periodos. En una primera época, los Imakhus tenían funciones civiles y religiosas, no había distinción. En los templos había un Sumo sacerdote (como el Sumo sacerdote de Amón) que era el delegado del faraón para realizar el culto; también había profetas y un clero inferior, encargado de las tareas auxiliares. Durante el periodo tardío de Egipto también existía un influyente clero femenino, destacando Nitocris, la sacerdotisa del dios Amón.

### El templo egipcio del Imperio Nuevo
En el templo del Imperio Nuevo, todos los elementos tienen su significado, como la Avenida de las esfinges (dromos), la entrada entre pilonos, con obeliscos rematados en un piramidión, que simbolizaban los rayos del Sol. Después un patio y una amplia sala hipóstila que precede al pronaos y a la naos, que van siendo cada vez más pequeñas y oscuras: los capiteles se van plegando, y las columnas también merman en altura. El templo se complementaba con una serie de salas que servían de residencia, escuelas, talleres y almacenes, que se anexaban al templo. Otra parte del mismo es el lago sagrado, que se encuentra junto a la naos, en el que se sacaba al dios en una barca sagrada durante las fiestas, que era cuando el pueblo egipcio aprovechaba para venerarlo.

## El palacio minoico

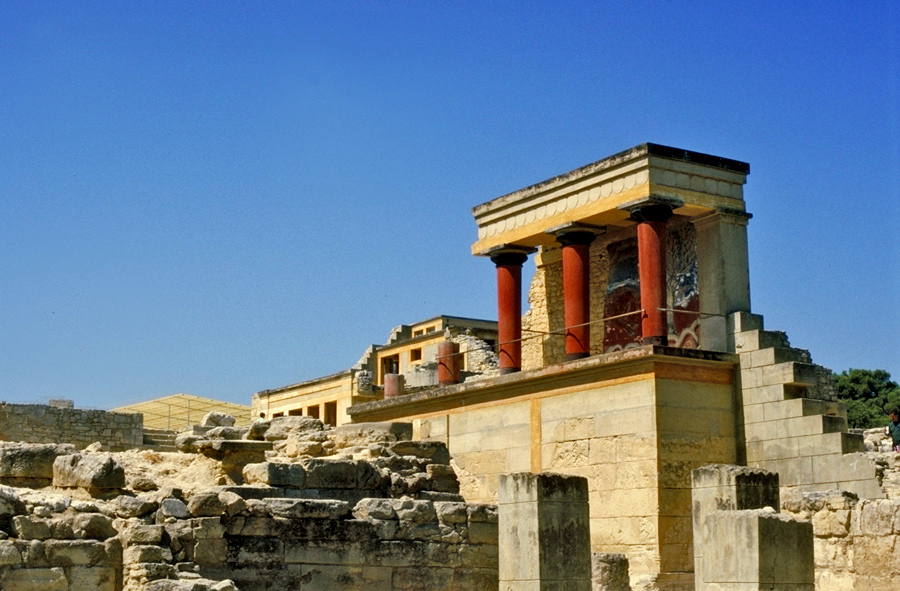
El palacio de Cnosos.

El palacio minoico es centro político, religioso, económico, almacén central, centro social, residencia real, etc. Estos complejos se situaban en lugares altos cercanos a la costa, sobre una colina, por lo que son espacios llenos de desniveles, con rampas y escaleras, pues siguen la topografía del terreno. El palacio, con su estructura laberíntica y densa, constituye un ordenado microcosmos. Alrededor del patio central se encuentran espacios arquitectónicos de múltiples usos.
Existen muros maestros compartidos a partir de los cuales se construyen otros muros perpendiculares, causando un efecto “peine”, muy característico de los palacios minoicos. Se dividen así habitaciones diferentes. Algunas estancias minoicas siguen el esquema de los espacios del mégaron de Micenas. Habrá zonas destinadas a almacenamiento o actividades públicas, y otras destinadas a vivienda. La arquitectura minoica es fluida y no tiene un eje central. No se trata de ciudades axiales, como serán las micénicas, sino de espacios asimétricos, llenos de intersecciones y circulación espiral. La arquitectura minoica es adintelada. Las columnas se caracterizan por el fuste rojo que se va estrechando hacia la base, coronado por un capitel almohadillado. Es una arquitectura muy decorativa.

## El templo griego
La civilización de la antigua Grecia erigió los templos más bellos y armoniosos, modelo reproducido por los arquitectos del Imperio romano y periódicamente utilizado como canon y referente en la arquitectura religiosa y profana occidental.

### Arcaísmo
La planta del templo, derivada del mégaron micénico, es el gran aporte de la época arcaica. Es interesante tener en cuenta que no se trata de un espacio para los fieles, que realizan las ceremonias fuera del templo, sino para la estatua del dios.
Para entender su estructura, en su construcción se comienza utilizando materiales pobres, como el adobe o la madera. Las primeras columnas eran troncos de árboles tallados verticalmente con un hacha: las estrías son recuerdos de esos precedentes. Los troncos se apoyaban en una base de piedra que los protegía de la humedad. Hacia el año 600 a. C. esos materiales son sustituidos por piedra y mármol, aunque se mantiene la forma exterior del templo.
Todas las partes del templo griego -—decorado en su totalidad con vivos colores— se ordenan según estrictas leyes de simetría y proporción. Así, para que el templo no parezca deformado en la lejanía se aumenta sutilmente el tamaño de las columnas de los extremos, que de lo contrario parecerían más estrechas.

#### Órdenes arquitectónicos
Pronto se configuran los dos órdenes principales: dórico y jónico, entendiendo por «orden» el sistema de proporciones matemáticas que domina la arquitectura. Desde el principio, el orden dórico, con sus formas poderosas, se asocia a la solemnidad. En cambio, el orden jónico, nacido en la costa de Asia Menor, aporta una mayor fantasía y elegancia.

#### Planta del templo
La estructura básica se organiza en torno a la cella o naos —sala donde se guarda la estatua del dios—, que se sitúa entre un espacio anterior o pronaos, y otro posterior, llamado opistodomo. Una excepción es el llamado templo in antis, que solo posee la cella y un pórtico de entrada.
El número y disposición de la columnas sirve para diferenciar los diversos tipos de templos. Serán perípteros si las columnas rodean todo el perímetro exterior; próstilos, si solo aparecen en la fachada; o anfipróstilos, cuando se sitúan en los dos lados cortos del templo. Por último, según el número de columnas de la fachada se puede hablar de templo dístilo (dos), tetrástilo (cuatro), hexástilo (seis), octóstilo (ocho), etc.

### Clasicismo
La arquitectura del período arcaico había servido para establecer los órdenes dórico y jónico y para diseñar, de manera casi definitiva, la planta del templo griego.

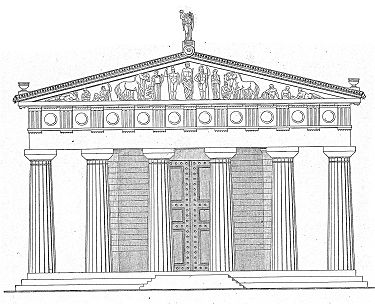
Reconstrucción del Templo de Zeus en Olimpia.

El período clásico supone, en sus inicios, la culminación de esa herencia, con obras como el Templo de Afea en Egina o el Templo de Zeus en Olimpia. A mediados del s. V a. C. se realiza, bajo el gobierno de Pericles, un ambicioso programa de construcción de edificios religiosos. Estos son erigidos en la parte más elevada, la acrópolis de Atenas, y suponen la consagración de los órdenes dórico y jónico.
Al mismo tiempo, se crea un nuevo orden de columnas: el corintio. Es interesante hacer notar que, según la tradición griega, su inventor no es un arquitecto, sino el escultor Calímaco. Se explica así que el orden corintio ofrezca un sentido más decorativo y estilizado. El origen es muy curioso: Calímaco había encontrado en el suelo una cesta sobre hojas de acanto; inspirándose en ese hallazgo, idea la forma del capitel corintio.
Progresivamente se fue introduciendo la columna corintia, consagrada en el Templo de Apolo, en Bassae. En los siglos IV y III a. C. se generalizará el empleo del orden corintio. Es, por último, la época en que surge una tipología que ya tenía precedentes en la arquitectura griega: el tholos, edificio de planta circular. El período clásico alberga excelentes ejemplos en los santuarios de Delfos, Epidauro y Olimpia.

### Helenismo
Las formas arquitectónicas de épocas precedentes quedaron anticuadas ante la voluntad de crear nuevas y más grandiosas concepciones del espacio. Comienza así el predominio de la verticalidad.
En las regiones más orientales, el arte se sirve de influencias más exóticas donde normalmente se impone el orden jónico, como en el Templo de Apolo en Dídyma. Otro centro religioso importante fue el Templo de Asklepios en Kos, isla situada cerca de la costa sur de Asia Menor.
Por lo general, los órdenes clásicos —dórico, jónico y corintio— se liberan de las normas rígidas con columnas más alargadas; los triglifos se multiplican y los capiteles tienen diseños novedosos. Es frecuente que se combinen los órdenes en un mismo edificio, lo que produce efectos decorativos.

## El templo etrusco
A diferencia del pensamiento griego, inclinado a elevar edificios públicos, el etrusco es más individualista; en consecuencia, no existe la prioridad de levantar templos. La religión determina, con sus supersticiones, el urbanismo etrusco: cada edificio se consagra con un ritual y la ciudad queda dividida en zonas de mala o buena suerte. La peor es la occidental, donde están las tumbas y donde habitan los espíritus y dioses malignos.
Llegan los órdenes griegos y se aplica la columna toscana, con un capitel cercano al dórico, pero fuste sin estrías y con basa. Según el tratadista romano Vitruvio, el templo etrusco, que impera sobre todo a finales del s. VI a. C., era muy sencillo. Su mejor ejemplo es el Templo de Júpiter Capitolino, en Roma.

### Esquema del templo etrusco
Dado que apenas se han conservado restos, se acepta la descripción del tratadista y arquitecto Vitruvio (s. I a. C.).
Para evitar la humedad, el templo está levantado sobre una plataforma. Ofrece un pórtico de entrada, con dos hileras de columnas toscanas, basa, fuste liso y más esbelto que el dórico. Tiene mucha importancia el tejado a dos aguas, que no crea un frontón, como en Grecia; aparece rematado por numerosas esculturas.
Posteriormente, en un periodo clásico los templos conservan la forma instaurada en el arcaísmo. Al sur, destaca el Templo de Belvedere, en Orvieto, y el llamado Ara de la Reina, el más grandioso de toda la arquitectura etrusca.
Durante la época helenística, el mayor contacto de Roma con Grecia beneficia a las ciudades de Etruria. Se introducen las columnas corintias y el frontón. Por supuesto, se trata de elementos aislados, ya que nunca se elabora un sistema de proporciones matemáticas de la arquitectura ni se copian el orden dórico o el orden jónico de los griegos.

## El templo romano

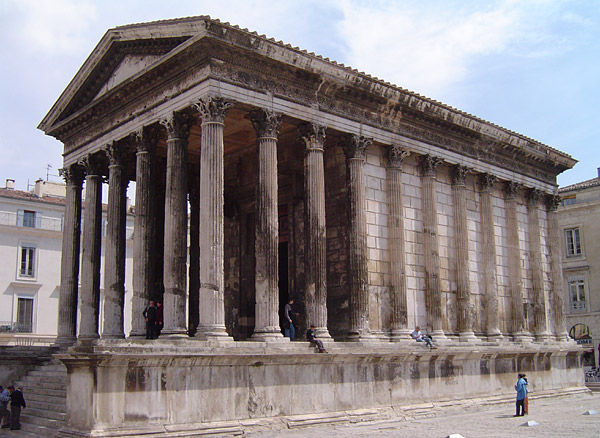
Maison Carrée, templo típico de época romana, en la ciudad de Nimes (Francia).

Por lo general se emplea travertino, material que sustituye a la toba de los etruscos y que será abandonado en época imperial. Como revestimiento del núcleo de hormigón —opus caementium— se usan piedras irregulares —opus incertum— y, más tarde, ladrillos —opus latericum— o piedras labradas piramidalmente que forman una especie de red, el opus reticulatum.
Se estructura el templo romano, con la planta heredada de los etruscos, y un alzado con columnas, capiteles, etc., de influencia griega, como el Templo de Portunnus o el original Templo de Hércules Olivario, de planta circular. Esta arquitectura religiosa culmina en el santuario de la Fortuna Primigenia, en Praeneste. En arquitectura civil, se realiza el Tabularium, de la época de Sila, y el primer foro, el de Julio César, con plazas porticadas y un templo a la diosa Venus.

## El templo cristiano

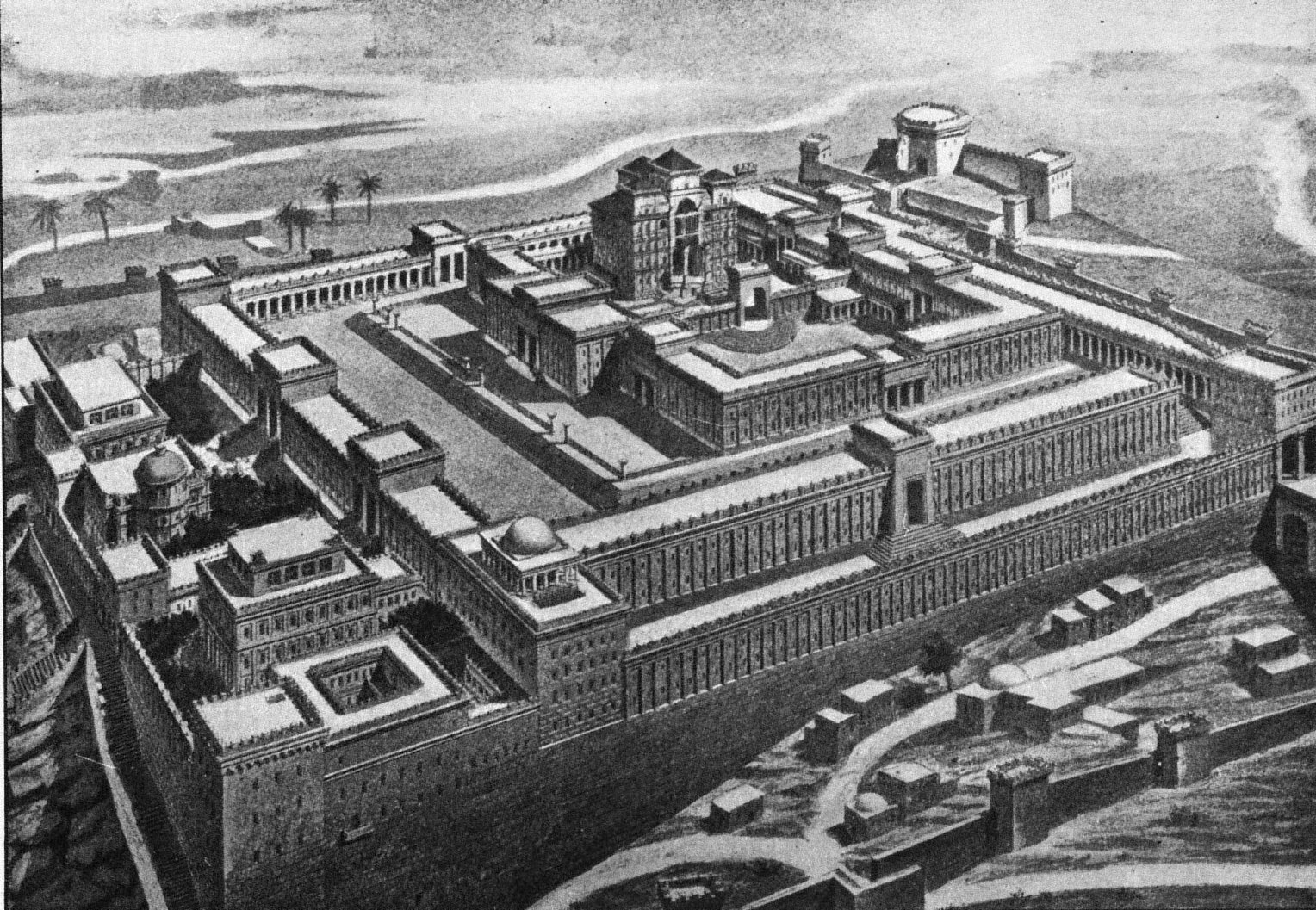
Dibujo teórico del Templo de Salomón.

Las iglesias cristianas usan los dos significados de la palabra "templo" que se encuentran en la Biblia, considerando que el cuerpo físico es "un templo" sagrado y por eso se debe cuidar. En términos cristianos el cuerpo de una persona es una alegoría del templo, por considerarse también sagrado (1Corintios 3:16).
El otro uso de la palabra "templo" tiene que ver con un edificio especial, tal como el Templo de Jerusalén, que es "la Casa del Señor", donde sus fieles reciben normas y consejos religiosos relacionados con la espiritualidad.
En los textos cristianos, el templo aparece como un medio de congregación, y no es de primera importancia dentro de los aspectos de fe. Jesús, en algunos pasajes, le resta importancia a la presencia del templo cuando sus apóstoles le mostraban su belleza; en otros pasajes pelea contra mercaderes y cambistas aposentados en el atrio.
El catolicismo, al institucionalizarse, adoptó la forma de basílica romana, edificio de uso civil, no religioso, como modelo para sus grandes templos, por ser el espacio cubierto más adecuado para celebrar sus rituales y prácticas públicas.
Actualmente los templos cristianos en todo el mundo son planeados, diseñados y construidos por especialistas en la materia, siendo edificios importantes por sus dimensiones, su función urbana y el impacto urbano y ambiental que los edificios de gran tamaño traen consigo.

## El templo en la Biblia (judaísmo)
En el Antiguo Testamento se indica que debe haber un solo templo, para un solo Dios. Este templo es el Templo de Jerusalén, destruido dos veces, en donde se guardaba el Arca de la Alianza y moraba Dios. Las sinagogas hebreas son también centros de enseñanza de la Torá (véase Antiguo Testamento) y de oración.

## El templo de la Iglesia de Jesucristo de los Santos de los Últimos días

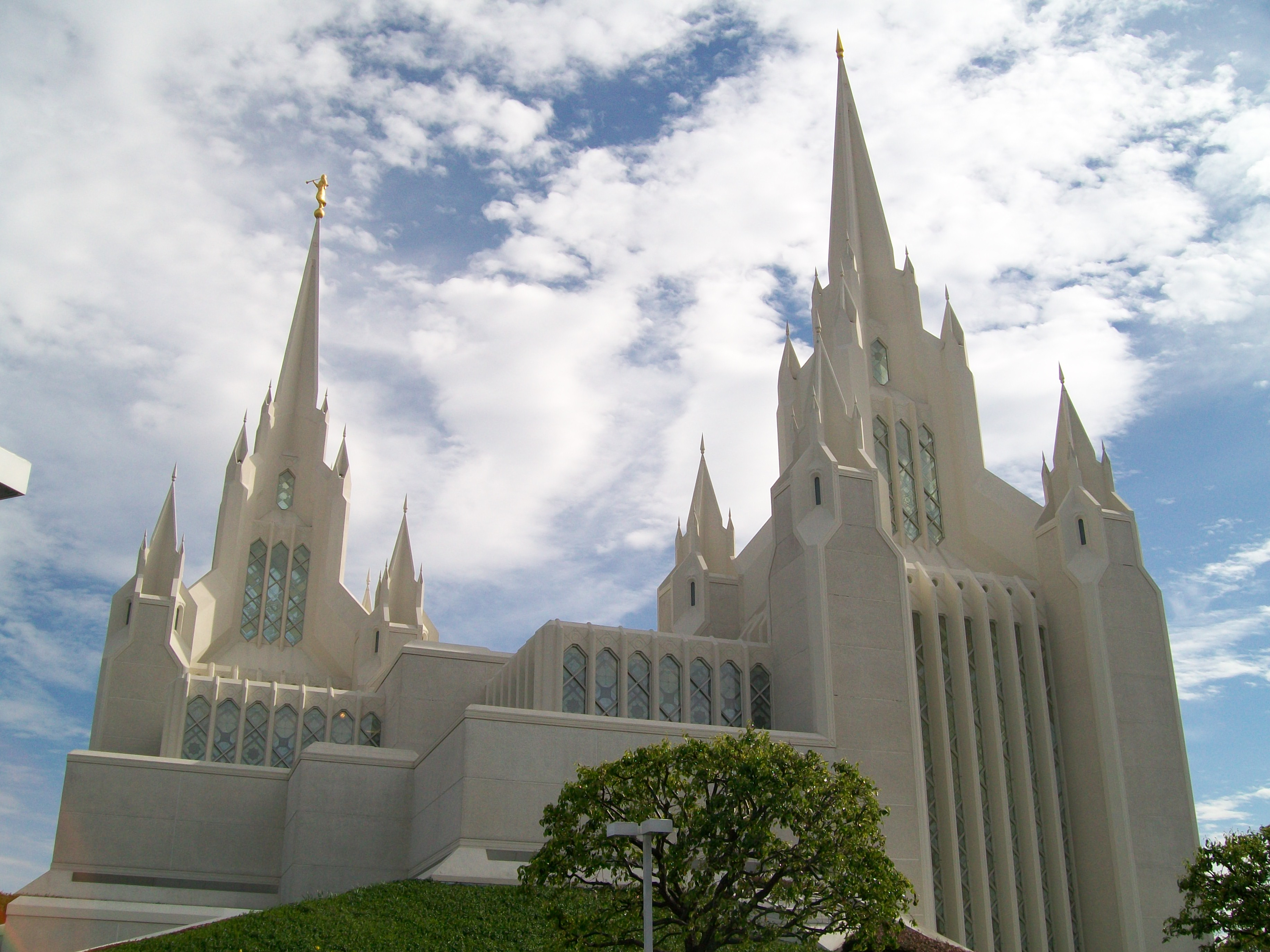
Templo de San Diego.

Para la Iglesia de Jesucristo de los Santos de los Últimos Días, el templo es una edificación dedicada a ser la casa de Dios y se reserva para formas especiales de adoración. (véase Templo (SUD))

## El templo budista

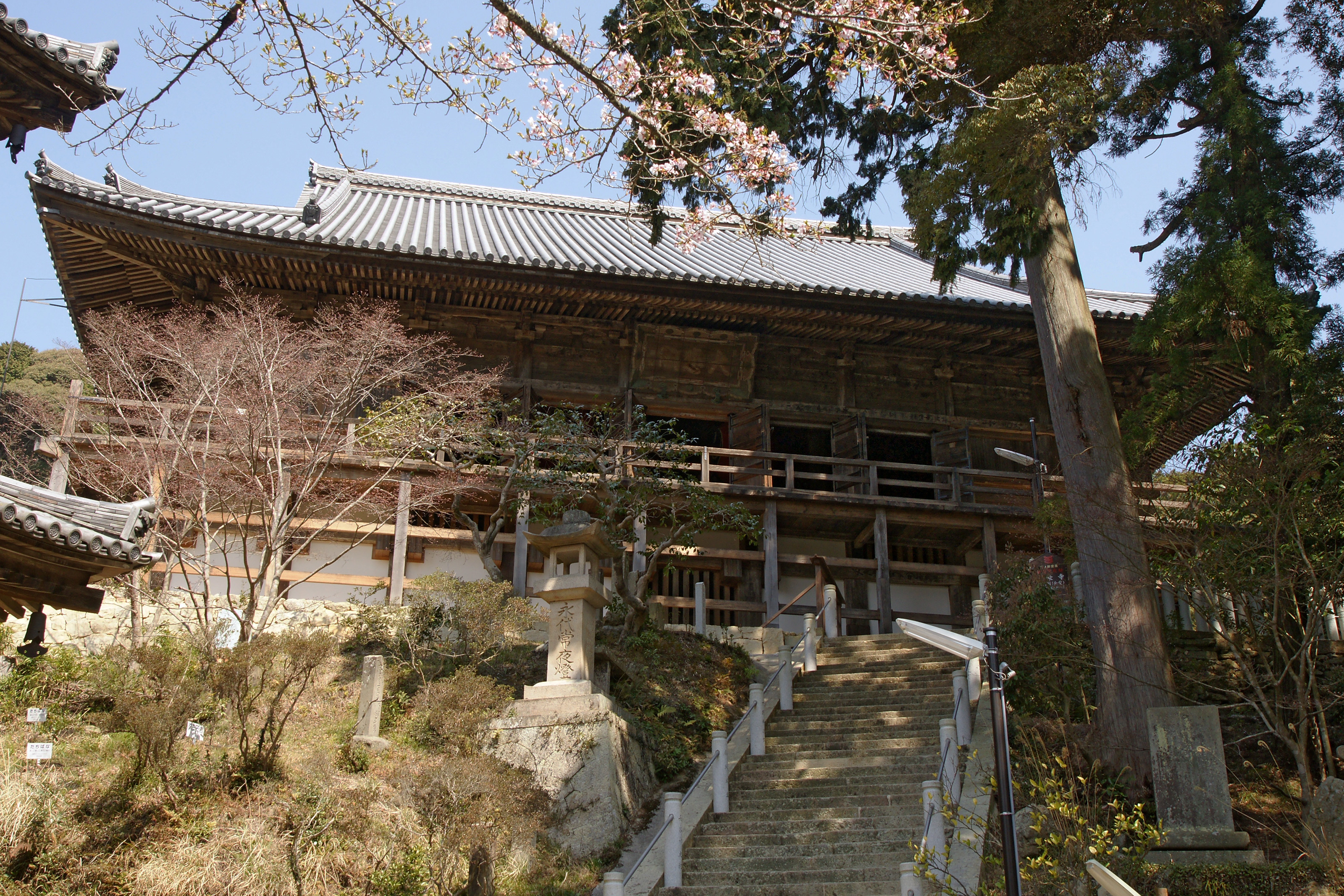
Santuario (Hondō) del templo Ichijō-ji en Kasai, Japón

El templo budista representa la tierra pura o el entorno puro de un Buda. Está diseñado para inspirar paz interior y exterior. En sus diferentes manifestaciones regionales está compuesto por los edificios de la estupa, el wat y la pagoda. Los templos budistas de Japón son, junto a los santuarios sintoístas, los edificios más importantes y numerosos de ese país.

## El templo germánico

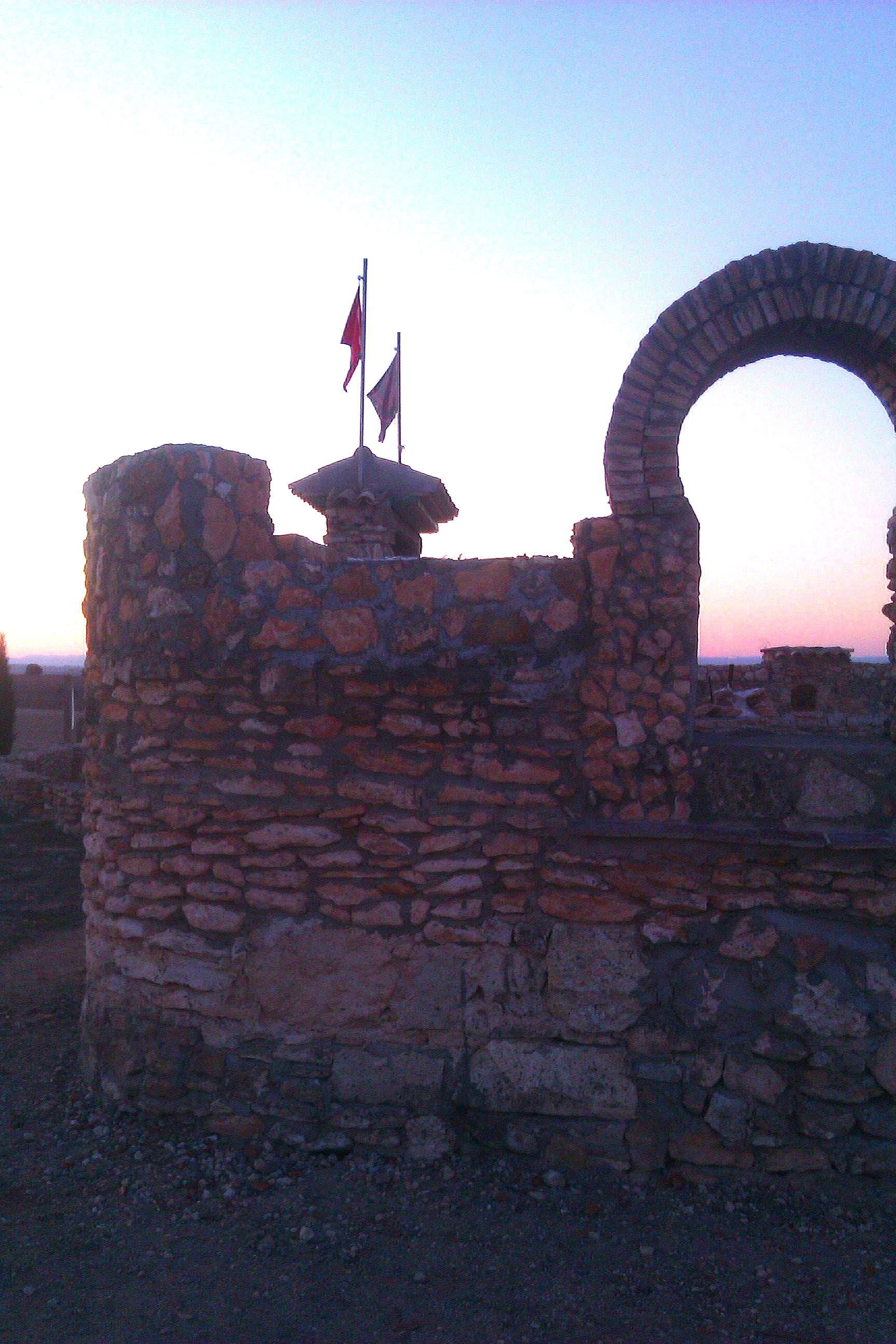
Primer templo construido a Odín en los últimos 1000 años

En la religión Odinista-Ásatrú, los lugares sagrados, son por lo general lugares naturales. La espiritualidad Odinista-Ásatrú encuentra estos lugares como los más adecuados para encontrar una comunión entre los Dioses y los seres humanos.
Todos los lugares deben consagrarse antes de celebrar cualquier ceremonia. De ser ya lugar sagrado se debe orar a los Lanvættir o Divinidades tutelares del lugar. Los lugares apropiados para celebrar cualquier ceremonia son los siguientes:
- Hörg: un montículo de piedras o lugares megalíticos.
- Stafgardr: Su significado es recinto. Se considera Gardr a aquellos espacios cercados por bastones de madera de avellano.
- Hof: un edificio, habitación o cualquier espacio construido. En la antigüedad se refería a una granja comunitaria.
- Vé: Se considera a bosques sagrados, ríos, lagos y santuarios naturales.

La Comunidad Odinista de España-Ásatrú construyó el primer templo en honor a Odín en el mundo entero., después de más de 1000 años de prohibición. El templo está situado en la localidad de Navas de Jorquera, España.

## El templo hinduista

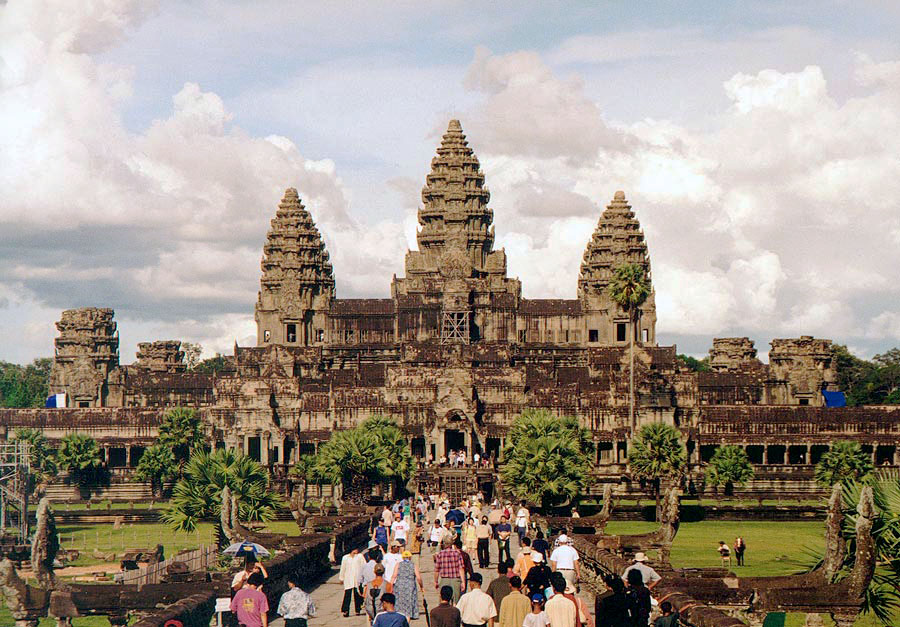
Angkor Wat en Camboya, es el templo hindú más grande del mundo.

Los templos hinduistas son conocidos por muchos nombres diferentes, que varían por región e idioma, como alayam, ambalam, degul, déul, deva mandiraya, devalaya, devasthana, gudi, kavu, koil, kovil, mandir, mandira y raúl, .
Los templos hindúes característicos son reverenciados como morada de una divinidad con una rica historia. Un edificio bien proporcionado está en armonía con el Universo y puede traer orden a la comunidad. Hay evidencia de uso de suelo sagrado desde la Edad del Bronce y en la Civilización del Valle del Indo. Los templos hinduistas se han construido en varios países alrededor del mundo, incluyendo Camboya, Nepal, Mauricio, Indonesia, Bangladés, Gran Bretaña, Estados Unidos, Australia, Sudáfrica, Malasia, Sri Lanka y Canadá.

## El templo maya

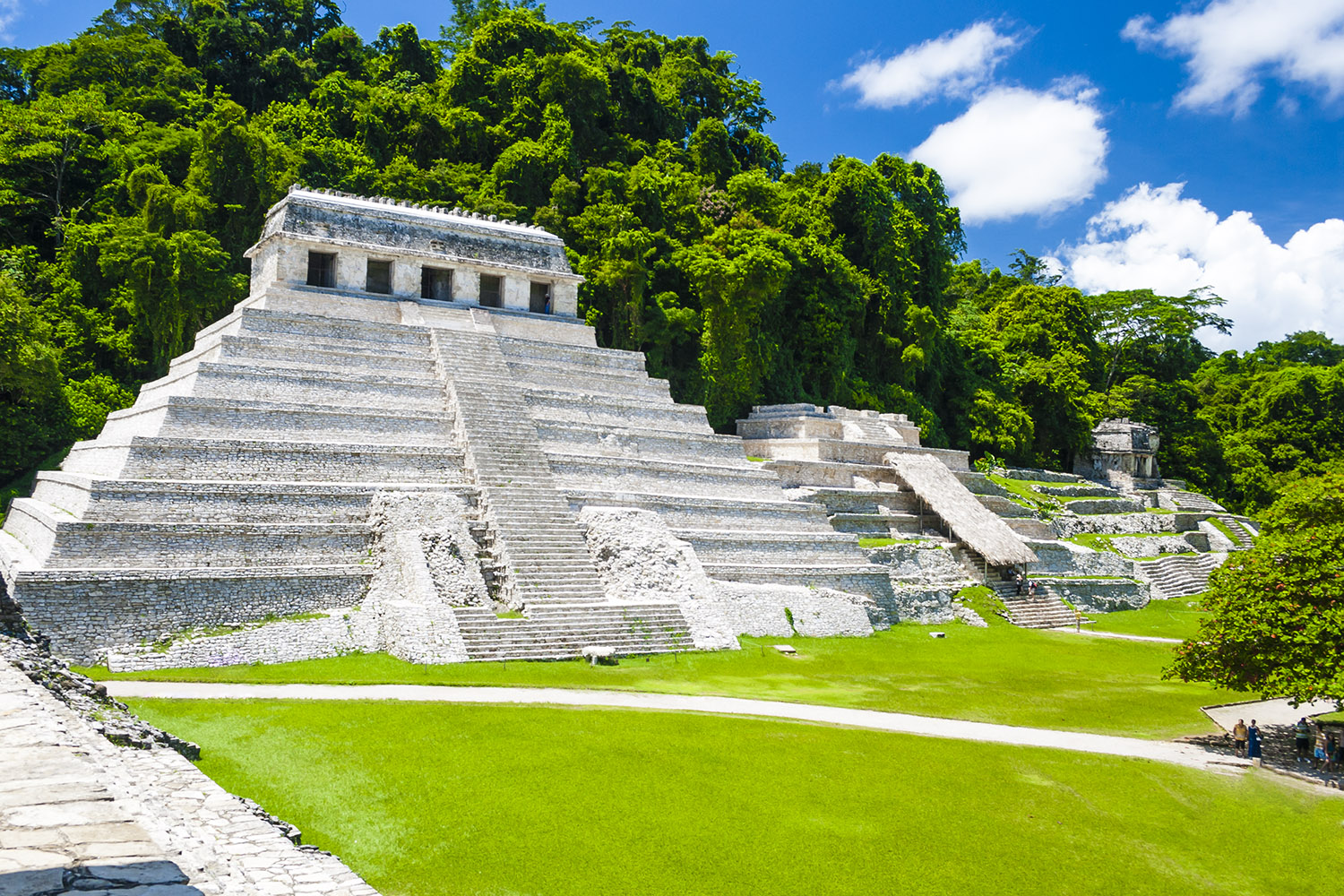
Panorámica del Templo de las Inscripciones en Palenque, México.